# 1993–1994-es négysánc-verseny
A 1993–1994-es négysánc-verseny, az 1993–1994-es síugró-világkupa részeként került megrendezésre, melyet hagyományosan Oberstdorfban, Garmisch-Partenkirchenben (Németország), valamint Innsbruckban és Bischofshofenben (Ausztria) tartottak 1993. december 30. és 1994. január 6. között.
A torna győztese a norvég Espen Bredesen lett, megelőzve a német Jens Weissflogot és az osztrák Andreas Goldbergert.

## Eredmények
| Dátum              | Helyszín               | Sánc                             | Győztes            | Második        | Harmadik           |
| ------------------ | ---------------------- | -------------------------------- | ------------------ | -------------- | ------------------ |
| 1993. december 30. | Oberstdorf             | Schattenbergschanze K-115        | Jens Weißflog      | Espen Bredesen | Andreas Goldberger |
| 1994. január 1.    | Garmisch-Partenkirchen | Große Olympiaschanze K-115       | Espen Bredesen     | Jens Weißflog  | Okabe Takanobu     |
| 1994. január 4.    | Innsbruck              | Bergiselschanze K-110            | Andreas Goldberger | Jens Weißflog  | Kaszai Noriaki     |
| 1994. január 6.    | Bischofshofen          | Paul-Ausserleitner-Schanze K-120 | Espen Bredesen     | Kaszai Noriaki | Jens Weißflog      |

## Végeredmény
Összetett végeredmény
| Helyezés | Név                | Pontok |
| -------- | ------------------ | ------ |
| 1        | Espen Bredesen     | 931.3  |
| 2        | Jens Weissflog     | 923.3  |
| 3        | Andreas Goldberger | 891.8  |
| 4        | Kaszai Noriaki     | 848.2  |
| 5        | Jaroslav Sakala    | 845.5  |
| 6        | Roberto Cecon      | 841.8  |
| 7        | Heinz Kuttin       | 815.1  |
| 8        | Dieter Thoma       | 781.6  |
| 9        | Janne Väätäinen    | 771.2  |
| 10       | Roar Ljøkelsøy     | 754.9  |